# Allotraeus orientalis
Allotraeus orientalis är en skalbaggsart som först beskrevs av White 1853.  Allotraeus orientalis ingår i släktet Allotraeus och familjen långhorningar.
Artens utbredningsområde är:
- Bangladesh.
- Laos.
- Burma.

Inga underarter finns listade i Catalogue of Life.